# Jaxson Hayes
Jaxson Reed Hayes  (Norman, Oklahoma, 23 de mayo de 2000) es un baloncestista estadounidense que pertenece a la plantilla de Los Angeles Lakers de la NBA. Con 2,13 metros de estatura, ocupa la posición de Ala-pívot.

## Trayectoria deportiva

### High School
Hayes asistió en su etapa de secundaria al Moeller High School en Cincinnati, Ohio. Pasó de medir 1,83 metros en su temporada freshman a los 2,11 que midió al terminar su cuarto año. En su temporada sénior promedió 12 puntos, 7 rebotes y 4 tapones por partido, estableciendo el récord de más tapones en una temporada de su instituto, con 123.

### Universidad
Jugó una temporada con los Longhorns de la Universidad de Texas en Austin, en la que promedió 10,0 puntos, 5,0 rebotes y 2,2 tapones por partido, Fue elegido novato del año de la Big 12 Conference, e incluido en el mejor quinteto defensivo y en el segundo mejor quinteto de la conferencia.
Al término de la temporada anunció que se presentaría al Draft de la NBA, renunciando a las tres que le restaban.

#### Estadísticas
| Año     | Equipo | PJ | PT | MPP  | %TC  | %3P | %TL  | RPP | APP | ROB | TPP | PPP  |
| ------- | ------ | -- | -- | ---- | ---- | --- | ---- | --- | --- | --- | --- | ---- |
| 2018–19 | Texas  | 32 | 21 | 23.3 | .728 | –   | .740 | 5.0 | .3  | .6  | 2.2 | 10.0 |

### Profesional
Fue elegido en la octava posición del Draft de la NBA de 2019 por Atlanta Hawks, pero esa misma noche sus derechos fueron traspasados a New Orleans Pelicans junto a los de la elección número 17 Nickeil Alexander-Walker y la 35, Marcos Louzada Silva, conseguidos de Los Angeles Lakers por el traspaso de Anthony Davis, a cambio de De'Andre Hunter.
Tras cuatro años en New Orleans, el 1 de julio de 2023, firma un contrato de dos años con Los Angeles Lakers.
El 3 de julio de 2025 renueva con los Lakers por una temporada.

## Estadísticas de su carrera en la NBA

### Temporada regular
| Año     | Equipo      | PJ  | PT | MPP  | %TC  | %3P  | %TL  | RPP | APP | ROB | TPP | PPP |
| ------- | ----------- | --- | -- | ---- | ---- | ---- | ---- | --- | --- | --- | --- | --- |
| 2019-20 | New Orleans | 64  | 14 | 16.9 | .672 | .250 | .647 | 4.0 | .9  | .4  | .9  | 7.4 |
| 2020-21 | New Orleans | 60  | 3  | 16.1 | .625 | .429 | .775 | 4.3 | .6  | .4  | .6  | 7.5 |
| 2021-22 | New Orleans | 70  | 28 | 20.0 | .616 | .351 | .766 | 4.5 | .6  | .5  | .8  | 9.3 |
| 2022-23 | New Orleans | 47  | 2  | 13.0 | .551 | .103 | .699 | 2.8 | .7  | .4  | .4  | 5.0 |
| 2023-24 | L.A. Lakers | 70  | 5  | 12.5 | .720 | .000 | .622 | 3.0 | .5  | .5  | .4  | 4.3 |
| 2024-25 | L.A. Lakers | 56  | 35 | 19.5 | .722 | .000 | .622 | 4.8 | 1.0 | .5  | .9  | 6.8 |
| Total   | Total       | 367 | 87 | 16.4 | .649 | .261 | .696 | 3.9 | .7  | .5  | .7  | 6.8 |

### Playoffs
| Año   | Equipo      | PJ | PT | MPP  | %TC  | %3P  | %TL  | RPP | APP | ROB | TPP | PPP |
| ----- | ----------- | -- | -- | ---- | ---- | ---- | ---- | --- | --- | --- | --- | --- |
| 2022  | New Orleans | 6  | 6  | 13.8 | .560 | .000 | .636 | 2.5 | .2  | .0  | .3  | 5.8 |
| 2024  | L.A. Lakers | 4  | 0  | 6.0  | .000 | —    | .500 | 3.0 | .3  | .0  | .0  | .3  |
| 2025  | L.A. Lakers | 4  | 4  | 7.8  | .375 | —    | .500 | 2.0 | .3  | .0  | .3  | 1.8 |
| Total | Total       | 14 | 10 | 9.8  | .486 | .000 | .600 | 2.5 | .2  | .0  | .2  | 3.1 |

## Vida personal
Su padre, Jonathan Hayes, jugó en la National Football League (NFL) y ha sido entrenador de los St. Louis BattleHawks. Su madre, Kristi (Kinne), jugó al baloncesto en la universidad de Drake (1991-95), donde recibió varios premios a nivel nacional, además, en su etapa de instituto en el Jefferson-Scranton High School en Jefferson (Iowa), anotó 3406 puntos.
Jaxson tiene otros tres hermanos: Jillian, Jewett y Jonah.

### Altercado
A finales de julio de 2021, la policía recibió una llamada avisando de un posible altercado doméstico, y acudió al domicilio en el que se encontraba el jugador, que utilizó la fuerza para evitar que entraran a la vivienda y tuvo que ser reducido con un taser. Esto, sumado a la pelea con los agentes, hizo que el pívot tuviese que ser llevado a un hospital de la zona. Varios policías tuvieron que ser también atendidos debido a las lesiones causadas por el jugador, y de hecho la pelea fue tan intensa que los agentes tuvieron que solicitar refuerzos para aplacar a Hayes, que fue detenido por dichas agresiones. Además, se está investigando el supuesto altercado doméstico, pero parece que la falta de cooperación de ambas partes está dificultando el avance de este proceso. Con todo, el jugador pudo marcharse rápidamente, ya que se le impuso una fianza de 25.000 dólares que abonó sin problemas. El 20 de enero de 2020 se hicieron públicos los 12 potenciales cargos a los que Jaxson se enfrentará derivados del su arresto.